# Сенько, Кирилл Сергеевич
Кирилл Сергеевич Сенько (укр. Кирило Сергійович Сенько; род. 19 ноября 2002, Киев) — украинский футболист, полузащитник

## Биография
Родился 19 ноября 2002 года. Воспитанник киевской футбольной школы клуба «Атлет», в составе которой с 2015 по 2019 год выступал в детско-юношеской футбольной лиге Украины. В 2017 году был признан лучшим полузащитником турнира «Крым — это Украина», который прошёл в Херсоне.
Летом 2019 года присоединился к «Колосу» из Ковалёвки. В пером же сезоне в команде дебютировал в чемпионате среди юношеских команд и молодёжном первенстве Украины. Впервые за основной состав «Колоса» в Премьер-лиге Украины сыграл 15 июля 2020 года в матче против донецкого «Шахтёра» (0:2).

## Статистика
| Сезон   | Клуб              | Лига                 | Чемпионат | Чемпионат | Кубок | Кубок | Еврокубки | Еврокубки | U-21 | U-21 | U-19 | U-19 |
| Сезон   | Клуб              | Лига                 | Игры      | Голы      | Игры  | Голы  | Игры      | Голы      | Игры | Голы | Игры | Голы |
| ------- | ----------------- | -------------------- | --------- | --------- | ----- | ----- | --------- | --------- | ---- | ---- | ---- | ---- |
| 2019/20 | Колос (Ковелёвка) | Премьер-лига Украины | 1         | 0         |       |       |           |           | 3    | 0    | 12   | 3    |
| 2020/21 | Колос (Ковелёвка) | Премьер-лига Украины |           |           |       |       |           |           | 11   | 1    |      |      |